# 뉴잉글랜드 레벌루션
뉴잉글랜드 레벌루션(영어: New England Revolution)은 메이저 리그 사커에 소속된 미국의 프로축구단으로 매사추세츠주 보스턴 대도시권을 연고지로 하고 있다.
그 클럽은 로버트 크래프트가 소유하고 있으며, 로버트 크래프트는 그의 아들 조너선 크래프트와 함께 뉴잉글랜드 패트리어츠를 소유하고 있다. "레볼루션"이라는 이름은 1775년부터 1783년까지 일어난 미국 독립 혁명에 뉴잉글랜드 지역이 크게 관여한 것을 의미한다.
뉴잉글랜드는 보스턴 시내에서 남서쪽으로 34km 떨어진 매사추세츠주 폭스버러의 질레트 스타디움에서 홈 경기를 치른다. 이 클럽은 1996년부터 2001년까지 현재는 철거된 인접한 폭스버러 스타디움에서 홈 경기를 치렀다. 뉴잉글랜드는 역사상 모든 리그 경기를 텔레비전으로 중계한 유일한 MLS 오리지널 팀이다.

## 역사
1995년에 창단하였으며 클럽 명칭에서 "레벌루션(Revolution)"은 미국 독립 혁명과 관련된 뉴잉글랜드 지역의 연고성을 상징하며 최신 외래어 표기법에 의거하여 레볼루션이 아니고 "레벌루션"으로 표기한다.
2007년에 US 오픈컵에서 우승하여 2008-09 CONCACAF 챔피언스리그에 출전하였으나 트리니다드 토바고의 조 퍼블릭 FC에게 홈에서 4-0으로 지고 원정에서 2-1로 져 예선 라운드에서 탈락하였다.

## 우승 기록

### 대륙
- 북아메리카 수페르리가
  - 우승  : 2008

### 국가
- MLS컵
  - 준우승  : 2002, 2005, 2006, 2007, 2014
- MLS 서포터즈 실드
  - 우승  : 2021
  - 준우승  : 2005
- US 오픈컵
  - 우승  : 2007
  - 준우승  : 2001, 2016

## 선수단

### 현역
참고: FIFA 자격 규정에 따라 소속된 국가대표팀 국기를 표시합니다. 선수는 복수의 FIFA 비회원국 국적을 가지고 있을 수 있습니다.
| 번호 | 포지션 | 국적   | 이름                |
| ---- | ------ | ------ | ------------------- |
| 10   | MF     |        | 카를레스 힐         |
| 17   | FW     | 카메룬 | 이그나티우스 가나고 |

| 번호 | 포지션 | 국적 | 이름 |
| ---- | ------ | ---- | ---- |

## 역대 감독
| 감독          | 임기        |
| ------------- | ----------- |
| 발테르 젱가   | 1998 ~ 1999 |
| 브래드 프리들 | 2017 ~ 2019 |
| 브루스 어리나 | 2019 ~ 2023 |

## 홈경기장
| 경기장                    | 사용기간      | 장소                      | 팀명                | 비고                    |
| ------------------------- | ------------- | ------------------------- | ------------------- | ----------------------- |
| 폭스버러 스타디움         | 1996년~2001년 | 매사추세츠주 폭스버러     | 뉴잉글랜드 레벌루션 | 빈칸                    |
| 질레트 스타디움           | 2002년~현재   | 매사추세츠주 폭스버러     | 뉴잉글랜드 레벌루션 | 빈칸                    |
| 루시타노 스타디움         | 2003년~2005년 | 매사추세츠주 러들로       | 뉴잉글랜드 레벌루션 | US 오픈컵 3경기를 했다. |
| 베테랑스 스타디움         | 2007년~2009년 | 매사추세츠주 뉴브리튼     | 뉴잉글랜드 레벌루션 | US 오픈컵 4경기를 했다. |
| 솔저스 필드 사커 스타디움 | 2013년        | 매사추세츠주 보스턴       | 뉴잉글랜드 레벌루션 | US 오픈컵때 사용했다.   |
| 스티븐슨 필드             | 2014년        | 로드아일랜드주 프로비던스 | 뉴잉글랜드 레벌루션 | US 오픈컵때 사용했다.   |

## 유나이티드 사커 리그제휴팀
- 로체스터 라이노스 (로체스터, 뉴욕)